# Stadio Olimpico Comunale
Stadio Olimpico Comunale – wielofunkcyjny stadion sportowy zlokalizowany we włoskim mieście Grosseto. Stadion może pomieścić 9 988 osób. W 2004 odbyły się tutaj 10. mistrzostwa świata juniorów w lekkiej atletyce.